# Jan Mahr
Jan Mahr (* 17. června 2000) je český fotbalový obránce či záložník, od července 2019 hráč seniorské kategorie mužstva FC Hradec Králové. Nastupuje na postu pravého obránce nebo záložníka.

## Klubová kariéra

### FC Hradec Králové
Svoji fotbalovou kariéru začal v klubu FC Hradec Králové. V sezoně 2019/20 se připravoval s prvním tým Hradce, ale stejně jako v následujícím ročníku se v něm neudržel. Hrál tak v seniorské kategorii zpočátku za rezervu tehdy hrající Českou fotbalovou ligu (třetí nejvyšší soutěž). Svůj první a zatím jediný ligový start v dresu "áčka" Hradce absolvoval 29. března 2021 ve 14. kole sezony 2020/21 v souboji s Vysočinou Jihlava (výhra 4:0), na hrací plochu přišel v 76. minutě místo Erika Prekopa. Na jaře 2021 po 23. kole hraném 8. 5. 2021 postoupil s Hradcem po výhře 2:1 nad Duklou Praha z prvního místa tabulky do nejvyšší soutěže, kam se "Votroci" vrátili po čtyřech letech.